# Kościół Matki Łaski Bożej w Górzycy
Kościół pw. Matki Łaski Bożej w Górzycy – rzymskokatolicki kościół parafialny w Górzycy, w gminie Górzyca, w powiecie słubickim, w województwie lubuskim. Należy do dekanatu Kostrzyn. Mieści się przy ulicy Kostrzyńskiej. Kościół był dawniej siedzibą kapituły kolegiackiej, która została zniesiona.

## Historia
Świątynia została ufundowana przez biskupa lubuskiego Jana III z Borsznic w 1412 roku na miejscu drewnianego kościoła. Po reformacji kościół był w posiadaniu protestantów. Po wielkim pożarze w 1757 roku świątynia została odbudowana. W latach 1765–1768 kościół został rozbudowany. W tym czasie została dobudowana wieża i w 1770 roku zostały zamontowane ufundowane trzy dzwony.

### Po II wojnie światowej
Podczas forsowania Odry w końcowej fazie działań wojennych w 1945 roku – świątynia została zniszczona. Dopiero nowo przybyły w lipcu 1976 roku do parafii Narodzenia Najświętszej Maryi Panny w Laskach proboszcz ks. Jan Wójtowicz postanowił odbudować leżącą w gruzach świątynię, należącą ówcześnie do tej parafii. 10 października 1982 roku w dniu kanonizacji wielkiego czciciela Najświętszej Maryi Panny św. Maksymiliana Kolbego świątynia została konsekrowana. Kościół poświęcił biskup ordynariusz Wilhelm Pluta.

## Wyposażenie
W ołtarzu głównym mieści się XVII-wieczny obraz Matki Łaski Bożej, patronki parafii, z lewej i prawej strony są umieszczone figury św. Stanisława i św. Wojciecha, w zwieńczeniu ołtarza znajdują się figury Trójcy Świętej.